# 海洋化學
| 组成部分 | 浓度（摩尔/千克） |
| -------- | ----------------- |
| H 2O     | 53.6              |
| Cl−      | 0.546             |
| Na+      | 0.469             |
| Mg2+     | 0.0528            |
| SO2− 4   | 0.0282            |
| Ca2+     | 0.0103            |
| K+       | 0.0102            |
| CT       | 0.00206           |
| Br−      | 0.000844          |
| BT       | 0.000416          |
| Sr2+     | 0.000091          |
| F−       | 0.000068          |

海洋化学又称化学海洋学，受板块构造和海底扩张、浊度的影响。海流、沉积物、pH水平、大气层成分、变质活动和生态学。化学海洋学领域研究海洋环境的化学，包括不同变量的影响。海洋生物已经适应了地球上的海洋所特有的化学成分，海洋生态系统对海洋化学的变化很敏感。
随着时间的推移，人类活动对地球海洋化学的影响越来越大，工业污染和各种土地使用方式对海洋产生了很大影响。此外，地球大气中的二氧化碳含量的增加导致了海洋酸化，对海洋生态系统产生了负面影响。国际社会已经同意，恢复海洋的化学性质是一个优先事项，并作为可持续发展目标14的一部分，对实现这一目标的努力进行了跟踪。
海洋化学是对地球海洋的化学的研究。作为一个跨学科领域，化学海洋学家研究自然发生的和人为的的分布和反应。从分子到全球规模的化学。
由于海洋的相互关联性，化学海洋学家经常研究与物理海洋学、地质学和地球化学、生物学和生物化学以及大气科学有关的问题。许多化学海洋学家研究生物地球化学循环，特别是海洋碳循环，由于其在碳截存和海洋酸化中的作用，引起了人们的极大兴趣。 其他感兴趣的主要议题包括海洋的分析化学、海洋污染和全球变暖。